# Priconodon crassus
Il priconodonte (Priconodon crassus) è un dinosauro erbivoro appartenente agli anchilosauri, o dinosauri corazzati. Visse nel Cretaceo inferiore (Aptiano/Albiano, circa 115/105 milioni di anni fa) e i suoi resti fossili sono stati ritrovati in Nordamerica (Maryland).

## Classificazione
Questo dinosauro è conosciuto esclusivamente per alcuni denti fossili di grosse dimensioni, ritrovati nella formazione Arundel nella zona di Muirkirk (George's County, Maryland). Othniel Charles Marsh descrisse uno di questi denti, un esemplare usurato, nel 1888, pensando che provenisse dalla formazione Potomac. Dal momento che gli anchilosauri erano praticamente sconosciuti a quel tempo, Marsh comparò questo dente con quelli di Diracodon (chiamato anche Stegosaurus), un dinosauro a piastre vissuto milioni di anni prima. Priconodon non venne quindi riconosciuto come un anchilosauro fino al 1978, quando Walter P. Coombs assegnò il dente fossile alla famiglia Nodosauridae.
Essendo basato solo su denti, Priconodon non destò molta attenzione, almeno fino al 1998, quando Ken Carpenter e James Kirkland operarono uno studio sugli anchilosauri nordamericani. I due studiosi ritennero che Priconodon fosse un genere valido di grandi nodosauridi, più grandi di qualunque nodosauro ritrovato fino ad allora. Altri paleontologi (Vickaryous et al., 2004) ritennero Priconodon un nomen dubium, ma ulteriori studi (West e Tilbert, 2004) convalidarono il genere.
Carpenter e Kirkland (1998) ascrissero al genere Priconodon altri 12 denti e, con qualche dubbio, una robusta tibia ritrovati nella stessa formazione. Lo studio mise in luce la stranezza di un qualunque fossile di corazza di anchilosauro nella formazione, riconoscendo tuttavia l'estrema rarità di fossili nella formazione.